# Obalni put duž južnovelške obale i severnskog estuarija
Obalni put duž južnovelške obale i severnskog estuarija (engl. South Wales Coast and Severn Estuary Coastal Path) pokriva regiju H većeg velškog obalnog puta, 1400 km duge pješačke rute duž čitave velške obale otvorene 5. svibnja 2012. Južnovelška i severnskoestuarijska pruga dugačka je 176 km, a ide od kenfinških dina blizu Port Talbota u južnom Walesu do Chepstowa. S pet lokalnih vijeća uključenih u njegovo stvaranje i održavanje, ruta ide kroz baštinsku obalu, tri nacionalna prirodna rezervata i tri baštinska krajolika. 

## Lokalna vijeća
Put prolazi kroz pet unitarnoupravnih područja, a svako je vijeće odgovorno za uspostavu i održavanje označenog puta. Od zapada do istoka to su Bridgend County Borough Council, Vale of Glamorgan Council, Cardiff Council, Newport City Council i Monmouthshire County Council. Budući da je odsječak velške obalne crte bio najnoviji u dugoprugaškim putovima, put je službeno otvoren u isto vrijeme kad je 2012. otvoren velški obalni put. Planirani most preko rijeke Kenfiga tada još nije bio izgrađen, pa je izrađena obilaznica duga oko 8 km sve dok se most ne izgradi. 18,5 km dug obalni put kroz Bridgend County Borough službeno je otvoren 17. listopada 2013.
Ukupni broj ljudi koji rabe velški obalni put (od listopada 2011. do rujna 2012.) u Momouthshireu, Newportu, Cardiffu, Vale of Glamorganu i Bridgendu bio je preko 1,429.000 u usporedbi sa 102.721 koji rabe pembrokeshirski obalni put.

## Ruta
Od neathporttalbotske granice na rijeci Kenfigu put prelazi kenfinške pijeske do Porthcawla i ide kroz glamorgansku baštinsku obalu koja je status baštinske obale stekla 1972. Zatim vodi k Barryju i Penarthu. Put zatim ide kroz Cardiffski zaljev, duž obalne crte do rijeke Uska pri čemu je potrebno zaći u unutrašnjost duž rijeke sve do mosta kod Newporta i dalje u nacionalni prirodni rezervat Newportski rit (s više od 100.000 ptica), na obalama severnskog estuarija u kojem se mogu vidjeti plimna kolebanja od 15 metara, druga po visini u svijetu. Put završava u Chepstowu gdje se susreće s 285 km dugim putom Offina jarka koji ide duž anglovelške granice i povezuje severnski estuarij s Irskim morem kod Prestatyna.

## Zaštićeni lokaliteti i krajolici
Osim glamorganske baštinske obale put prolazi kroz tri nacionalna prirodna rezervata: Kenfig Pool & Dunes (Bridgend), (Merthyr Mawr Warren) Bridgend i Newportski rit (Newport). Također prolazi kroz tri baštinska krajolika: Merthyr Mawr i Kenfig Margam Burrows (koji se pruža od Neath Port Talbota kroz Bridgend do Vale of Glamorgana), Gwent Levels (Cardiff, Newport, Monmouthshire) i Lower Wye Valley (Monmouthshire).

## Više informacija
- severnski plimni val